# 下拜哈河
下拜哈河是俄羅斯的河流，屬於圖魯漢河的右支流，由克拉斯諾亞爾斯克邊疆區負責管轄，河道全長608公里，流域面積8,070平方公里，河水主要來自雨水和融雪，流經西西伯利亞平原，每年十月至翌年五月結冰。